# Сендзеёвице (гмина)
Сендзеёвице (пол. Sędziejowice) — сельская гмина (волость) в Польше, входит как административная единица в Ласкский повет, Лодзинское воеводство. Население — 6533 человека (на 2004 год).

## Соседние гмины
1. Гмина Бучек
2. Гмина Ласк
3. Гмина Видава
4. Гмина Заполице
5. Гмина Зелюв
6. Гмина Здуньска-Воля

1. 1 2  https://www.worlddata.info/europe/poland/timezones.php